# Letiště Barcelona-El Prat
Letiště Barcelona-El Prat (od roku 2019 je oficiální název ve španělštině Aeropuerto Josep Tarradellas Barcelona-El Prat, katalánsky pak Aeroport Josep Tarradellas Barcelona-El Prat; kód IATA: BCN, kód ICAO: LEBL) známé též jen jako El Prat, se nachází 12 kilometrů jihozápadně od centra Barcelony, v Katalánsku ve Španělsku, rozkládá se na území tří municipalit: El Prat de Llobregat, Viladecans a Sant Boi.
Letiště je druhé největší ve Španělsku hned po letišti Barajas v Madridu, první v rámci Katalánska a na celém pobřeží Středozemního moře a šesté nejrušnější letiště v Evropě podle počtu pasažérů. V rekordním roce 2019 letiště odbavilo 52 686 314 cestujících, což je nárůst 5 % oproti roku předchozímu roku. K roku 2018 se jedná se o základnu pro společnosti Vueling Airlines a Level a o uzlové letiště společností Air Europa, Iberia, EasyJet, Norwegian a Ryanair. Letiště slouží hlavně pro domácí evropské a severoafrické destinace, ale má také menší počet letů do jihovýchodní Asie, Latinské Ameriky a Severní Ameriky.
Letecké spojení na trase Barcelona – Madrid, známé jako „Pont Aeri“ (v katalánštině) nebo „Puente Aerea“ (ve španělštině), doslova „Nebeský most", bylo nejrušnější trasou na světě s největším počtem letů (971 za týden v roce 2007). Počet spojů byl významně zredukován od února 2008, kdy bylo otevřeno nové železniční spojení na trase Madrid – Barcelona, která zajišťují vysokorychlostní vlaky AVE, jež vzdálenost urazí za 2 hodiny 40 minut.

## Historie a současnost

### Předchozí letiště a počátky
První barcelonské letiště, nacházející se v lokalitě el Remolare, začalo fungovat v roce 1916. Nebyl zde však prostor pro rozšiřování letiště, a tak nové letiště již v místě současného letiště El Prat otevřeli pouhé dva roky poté, v roce 1918. První letadlo, které na letišti přistálo, bylo Latecoere Salmson 300, které přiletělo z francouzského města Toulouse a odsud pokračovalo do cílové zastávky v africké Casablance. Letiště bylo sídlem Aeroklubu Katalánsko a základnou pro Zeppeliny španělského námořnictva. Komerční provoz podle pravidelného letového řádu zahájila v roce 1927 společnosti Iberia a to do hlavního města Madridu (na tehdejší letiště Cuatro Vientos). Byla to první trasa společnosti Iberia.

### Poválečný vývoj
V roce 1948 byla vybudována nová ranvej, dnes dráha 07/25, a v témže roce začaly první zaoceánské lety, a to se společnostmi Pan American World Airways do New Yorku. Mezi lety 1948 až 1952 byla postavena druhá dráha (dráha 16/34), kolmá na předešlou, také byly zřízeny taxislužby a byl postaven terminál pro pasažéry. V roce 1963 letiště poprvé dosáhlo milionu přepravených pasažérů ročně. Nová řídicí věž byla postavena v roce 1965 a terminál byl přestavěn v roce 1968 (stále v provozu jako jedno křídlo terminálu, který je nyní označeno jako Terminál 2B).
3. srpna 1970 společnost Pan American World Airways slavnostně zahájila pravidelné lety mezi Barcelonou, Lisabonem a New Yorkem, které zajišťovala letadla typu Boeing 747SP. 4. listopadu téhož roku začala Iberia provozovat již výše zmíněný „Nebeský most" mezi Barcelonou a Madridem. O několik let později, v roce 1976 byl postaven nový terminál speciálně jen pro potřeby společnosti Iberia, a také samostatný terminál pro nákladní dopravu, ke kterému byla připojena také poštovní služba a letištní rampa pro cargo. V roce 1977 překročil počet přepravených pasažérů hranici 5 milionů za rok.

### Vliv olympiády vBarceloně

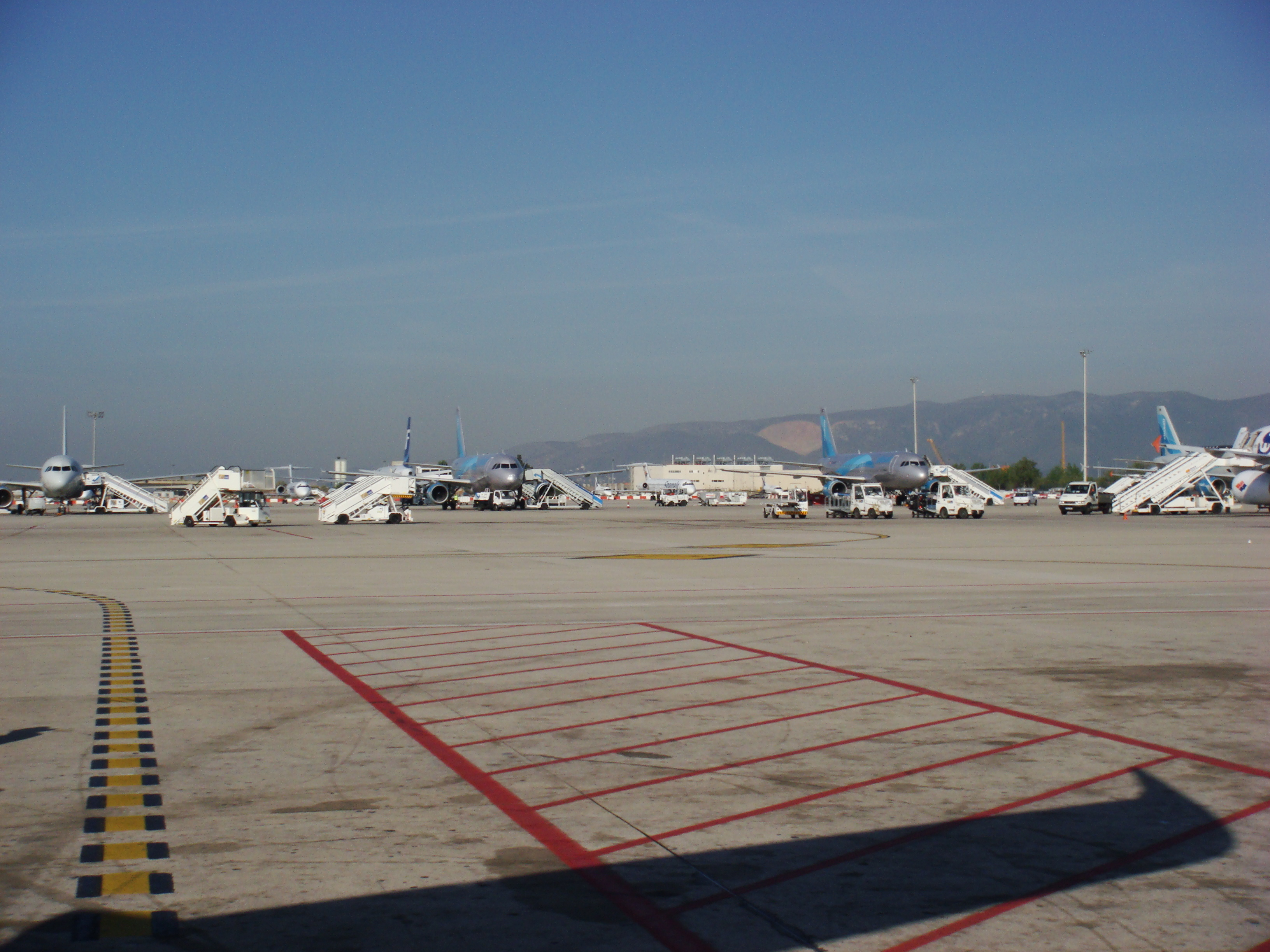
Letiště Barcelona

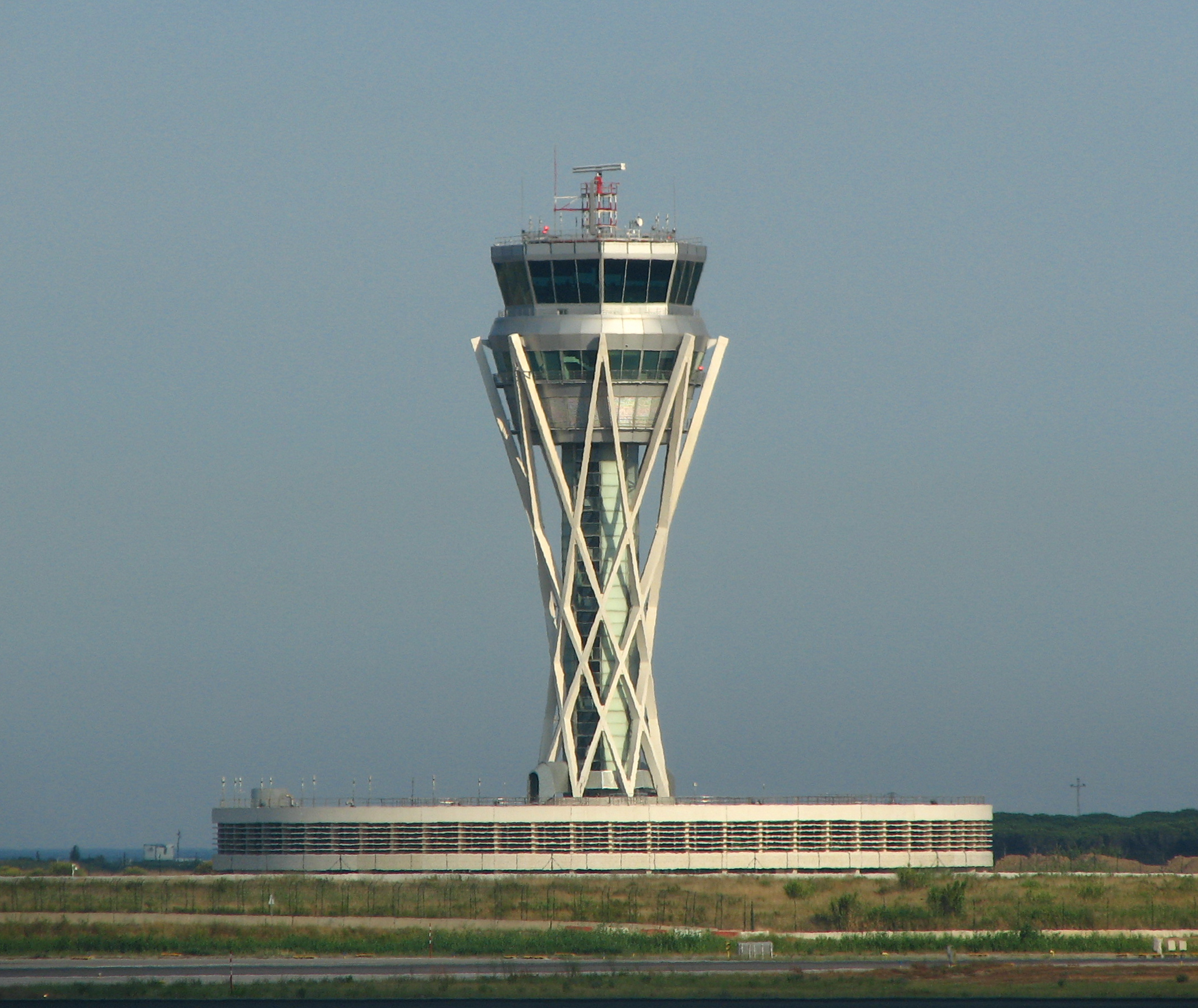
Nová řídící věž má hyperbolickou strukturu

Od konce sedmdesátých až do počátku devadesátých let se rozvoj letiště, co se týče dopravy i investic víceméně zastavil. Změnu přineslo až rozhodnutí, že letní olympijské hry v roce 1992 bude pořádat Barcelona. Letiště El Prat tak prošlo jak rozsáhlou modernizací stávající infrastruktury, tak rozšířením o nové stavby.
Stávající terminál (Terminál B) byl modernizován a rozšířen a byly postaveny dva zcela nové terminály (Terminály A a C), včetně nástupních mostů (gates), které v té době stálé ještě byly poměrně novinkou i na jiných letištích. Architektem modernizace i nových staveb byl Ricardo Bofill Levi.

### Po roce 2000
Kvůli silnému poklesu letecké dopravy po roce 1999, záhy následované ještě krizi v leteckém sektoru v roce 2001 (teroristické útoky 11. září 2001) byly mnohé charterové lety z menších letišť v okolí (Letiště Girona a Reus u města Tarragona) odkloněny na El Prat, což pomohlo letišti překonat tuto krizi. V roce 2006 byla otevřena nová řídicí věž, kterou navrhl rovněž Ricardo Bofill Levi. Nový Terminál 1 byl otevřen 16. června 2009, má plochu 545 000 m2 a v současnosti 70 procent letů odlétá z tohoto terminálu. Původní staré terminály A, B a C jsou nyní součástí Terminálu 2 jako 2A, 2B a 2C.
V tomto období výrazně vzrostla také přeprava nízkonákladovými leteckými společnostmi, zvláště poté, co si španělská společnost Vueling Airlines na tomto letišti zřídila svou operační základnu (v roce 2009 Vueling pohltil další nízkonákladovou společnost Clickair). Mezi další významné nízkonákladové aerolinie operující na tomto letišti patří  irská společnost Ryanair, britská easyJet, Norwegian Air International, maďarská Wizz Air nebo nizozemská Transavia.
Od 1. února 2014 se El Prat stal prvním španělským letištěm, na kterém pravidelně přistává letadlo Airbus A380-800, a sice stroj letecké společnosti Emirates na lince na mezinárodní letiště Dubaj ve Spojených arabských emirátech. Později společnost Emirates začala nabízet ještě druhý spoj provozovaný rovněž letadlem Airbus A380-800.

### Mezikontinentální lety

Plánek letiště Barcelona

Většina dopravy na barcelonském letišti je na domácích španělských linkách nebo do měst v Evropě. Svou operační základnu (druhou po Madridu) zde má největší španělská společnost Iberia. Počet mezikontinentálních letů je však mnohem nižší než na dalších evropských letištích, které mají obdobný celkový počet přepravených pasažérů. Nedostatek mezikontinentálních spojení byl hlavním zdrojem nespokojenosti i nátlaku ze strany katalánských úřadů nebo katalánských zájmových skupin, které chtějí, aby se letiště stalo významnější také v dálkové letecké přepravě, a nejen evropské (kde patří mezi největší letiště).
Proto International Airlines Group (IAG), což je společný projekt leteckých společností British Airways, Iberia, Vueling Airlines a Aer Lingus založily novou nízkonákladovou společnost Level a v prosinci 2016 oznámily zavedení řady nových dálkových linek do USA, Latinské Ameriky a do Asie, s platností od letního letového řádu v roce 2017.
Letiště je také předmětem politických sporů ohledně správy a kontroly mezi katalánskými úřady (Generalitat de Catalunya) a centrální španělskou vládou, která dohlíží také na společnost AENA), jež provozuje všechna významná španělská letiště. Hlavní Část rozepří se týká přerozdělování části zisku, který letiště vytváří a je použit na údržbu a investice na různých letištích v síti AENA i mimo Katalánsko, a také na vládní investice v jiných ekonomických sektorech.

### Infrastruktura a další rozvoj
V roce 2009 byl schválen dlouhodobý plán rozvoje letiště (tzv. Plán Barcelona), značná část již byla realizována včetně řídicí věže a výstavby třetí dráhy. Již v roce 2009 se plocha letiště zvětšila z 8,45 km2 na 15,33 km2. Dvě dráhy jsou souběžné (07L/25R a 07R/25L) a úhlopříčně přes ně prochází třetí (nejkratší) dráha 02/20 – viz též obrázek s plánkem. Letiště má dva terminály T1 a T2 (který se skládá ze tři části, bývalých terminálů A, B a C.) Tyto dva terminály mají dohromady 268 check-in pultů a 64 odbavovacích bran (gates). Operace na letišti jsou omezeny výlučně na lety řízené přístroji (instrumental flights: IFR) s výjimkou letů zdravotních služeb (VFR), havarijních situací a potřeb vlády. Součástí plánu je také zlepšení dopravy na letiště, včetně prodloužení metra, což bylo splněno v roce 2016 (více viz Doprava na letiště). Po dokončení všech dalších plánovaných úprav by celková kapacita letiště měla vzrůst na 70 miliónů cestujících ročně (zatím nejvíce cestujících bylo odbaveno v roce 2019, přibližně 52,6 miliónu).

### Nehody a incidenty
- 21. října 1994 na letišti nouzově přistálo nákladní letadlo Falcon 20 poté, co mělo poruchu na přistávacích přístrojích. Žádný ze tří členů posádky neutrpěl zranění.
- 19. února 1998 zemřeli dva lidé, velitel a pilot, na palubě stroje společnosti Ibertrans, který havaroval u města Gava krátce po odletu z El Pratu.
- 28. července 1998 havarovalo nákladní letadlo vezoucí noviny z Mallorky poblíž jednoho z plotů obklopujících letiště. Zahynuli dva členové posádky a druhý pilot.

## Terminály a nákladní doprava

### Terminál 1

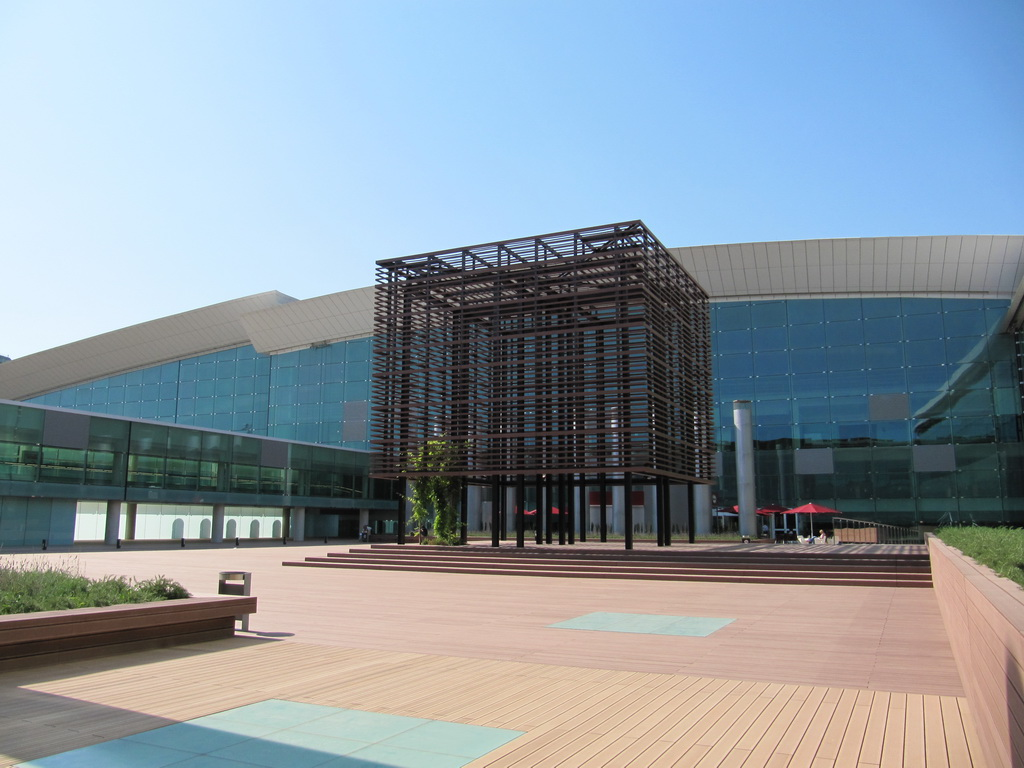
Terminál 1 „Sud“

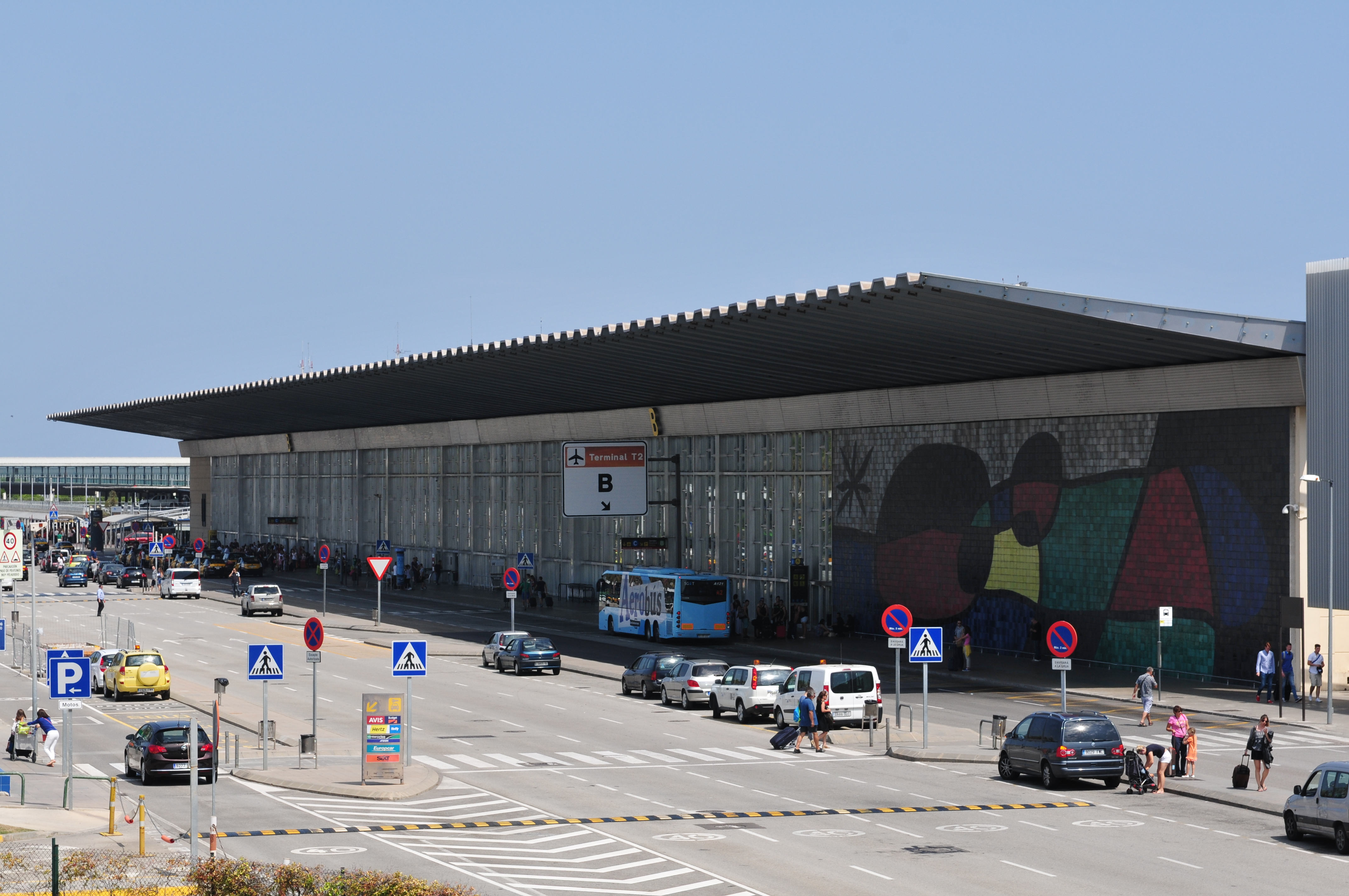
Terminál 2: vznikl modernizací a propojením tří starších terminálů

Novější a větší terminál T1 (někdy označovaný též Terminál Sud, což je katalánsky „Jih“), který navrhl architekt Ricardo Bofill, byl slavnostně otevřen 17. června 2009. Terminál T1 má vnitřní plochu 525 000 m2 a vzletové a přistávací plochy o rozloze 600 000 m2. Terminál slouží pro lety v rámci Schengenského prostoru i pro lety mimo Schengenský prostor. Terminál je připraven přijímat a obsloužit i největší současný dopravní letoun Airbus A380.
Jeho vybavení zahrnuje:
- 258 check-in pultů.
- 60 odbavovacích bran (gates), část z nich je speciálně upravena pro rychlé odbavení letadel Airbus A-380 a má ne jeden, ale dva nástupní mosty.
- 50 stojánek pro letadla.
- 15 zavazadlových pásů (jeden nový pás se vyrovná 4 pásům ve starém terminálu).
- 12 000 parkovacích míst (někdy uváděno 13 000 míst).

### Terminál 2
Terminál T2 vznikl rekonstrukcí, modernizací a propojením tří původně samostatný terminálů, jednotlivé části se nyní označují jako 2A, 2B a 2C. Nejstarší částí je 2B, která původně pochází z roku 1968. Terminály 2A a 2C vznikly v rámci příprav na letní olympijské hry v roce 1992, které se konaly v Barceloně, architektem byl opět Ricardo Bofill. Tento terminál nyní využívají hlavně nízkonákladové letecké společnosti.

### Nákladní doprava
Nákladní dopravu na tomto letišti provozují především následující letecké společnosti do uvedených destinací.
| Letecká společnost          | Destinace nákladní dopravy                   |
| --------------------------- | -------------------------------------------- |
| British Airways World Cargo | East Midlands, Londýn-Heathrow, Londýn-Luton |
| Cargolux                    | Hongkong, Džidda, Luxemburg                  |
| DHL Express                 | Vitoria-Gasteiz                              |
| Emirates SkyCargo           | Dubaj, Mexiko City                           |
| FedEx Express               | Paríž-Charles de Gaulle                      |
| Jade Cargo International    | Brescia, Šanghaj-Pudong, Šen-čen             |
| TNT Airways                 | Liege, Brusel                                |
| United Parcel Service       | Kolín/Bonn, Valencia                         |

## Doprava na letiště

### Železnice
Letiště je výborně přístupné vlaky RENFE na lince R2 (Nord). Vlaky ze stanice Maçanet-Massanes vyjíždí každých 30 minut, s hlavními zastávkami na stanici Barcelona Sants a na nádraží Passeig de Gràcia, čímž je zajištěno také propojena s barcelonským systémem metra. Zastávka vlaku je přímo v Terminálu 2, cestující z Terminálu 1 se musí v rámci letiště přemístit bezplatným kyvadlovým autobusem. Do plánu rozšíření letiště je zahrnuta i nová železniční stanice z Terminálu 1 do stanice Barcelona Sants, včetně napojení na rychlovlaky AVE.

### Metro
Od roku 2016 je letiště napojeno také přímo na metro, a to prostřednictvím linky metra č. 9, která má zastávky u obout terminálů. V případě novějšího terminálu T1 je stanice přímo pod terminálem, v případě terminálu T2 je zastávka metra v sousedství výše popsané železniční stanice. Linka metra č. 9 má několik přestupních stanic na další trasy metra, takže tímto způsobem lze na letiště cestovat prakticky z libovolné čtvrti Barcelony.

### Autobusy
Autobusy společnosti Transports Metropolitans de Barcelona (TMB) na lince 46 jezdí každých 25 minut z Para-lel Avenue. Letištní linka (Aerobús) nabízí přímé transfery z obou terminálů do centra města (náměstí Plaça de Catalunya). Další společnosti nabízí transfery z letiště Barcelona na nejbližší menší letiště. Letiště Reus je po silnici vzdáleno přes 90 kilometrů přibližně jihozápadním směrem, na opačné straně od Barcelony (zhruba severovýchodním směrem) a asi 115 kilometrů daleko je letiště Girona. Další dopravci nabízejí přímá autobusová spojení do dalších větších měst, včetně několika linek do státu Andorra a také do Francie.

### Automobily a parkování
Mimoúrovňové napojení z letiště na dálnici vede přímo na vnější silniční okruh okolo Barcelony, odkud je možné dojet jak do centra Barcelony, tak město objet a postupně přejet na další dálnice, které vedou z Barcelony do více směrů. Ve směru na západ lze z letiště vyjet rovněž přímo a po několika kilometrech se napojit na dálnici, které poté vede podél celého středozemního pobřeží Španělska (v některých úsecích to není dálnice, ale jen silnice). Taxislužba samozřejmě funguje u každého terminálu. Na letišti je v několika parkovacích domech a parkovištích k dispozici celkem asi 24 tisíc parkovacích míst, u každého terminálu je zhruba polovina.

## Statistiky letiště

### Počty cestujících
Až do roku 2019 se počet cestujících na letišti Barcelona-El Prat dlouhodobě zvyšoval. Od roku 1994 k přechodnému mírnému meziročnímu poklesu došlo pouze v letech 2008 a 2009, což byl přímý důsledek původně hypoteční, posléze celosvětové finanční krize. V roce 2019 (podrobněji viz Tabulka 2) přesáhl počet cestujících 52,6 miliónu, oproti roku 2000 byl nárůst více než 2,6násobný, oproti roku 1990 vzrostl počet cestujících dokonce přibližně 5,7krát.
V letech 2020–2021 došlo i na zdejším letišti (jako skoro na všech letištích) k obrovskému poklesu v důsledku pandemie covidu-19). V roce 2020 meziročně počet cestujících poklesl na méně než čtvrtinu, v roce 2021 nastalo přece jen mírné oživení, ale i tak počet cestujících jen mírně přesáhl třetinu oproti rekordnímu roku 2019 (35,8 procenta).
| Rok  | Počet cestujících | Bazický index (2003=100) | Změna [%] |
| ---- | ----------------- | ------------------------ | --------- |
| 1963 | 1 000 000         | 5                        | x         |
| 1977 | 5 000 000         | 25                       | x         |
| 1990 | 9 205 000         | 46                       | x         |
| 1991 | 9 145 000         | 46                       | ▼ -0,7    |
| 1992 | 10 196 000        | 51                       | ▲ 11,5    |
| 1993 | 9 999 000         | 50                       | ▼ -1,9    |
| 1994 | 10 647 285        | 54                       | ▲ 6,5     |
| 1995 | 11 727 814        | 59                       | ▲ 10,1    |
| 1996 | 13 434 679        | 68                       | ▲ 14,6    |
| 1997 | 15 065 724        | 76                       | ▲ 12,1    |
| 1998 | 16 194 805        | 82                       | ▲ 7,5     |
| 1999 | 17 421 938        | 88                       | ▲ 7,6     |
| 2000 | 19 809 567        | 100                      | ▲ 13,7    |
| 2001 | 20 745 536        | 105                      | ▲ 4,7     |
| 2002 | 21 348 211        | 108                      | ▲ 2,9     |
| 2003 | 22 752 667        | 115                      | ▲ 6,6     |
| 2004 | 24 558 138        | 124                      | ▲ 7,9     |
| 2005 | 27 152 745        | 137                      | ▲ 10,6    |
| 2006 | 30 008 152        | 151                      | ▲ 10,5    |
| 2007 | 32 898 249        | 166                      | ▲ 9,6     |
| 2008 | 30 208 134        | 152                      | ▼ -8,2    |
| 2009 | 27 311 765        | 138                      | ▼ -9,6    |
| 2010 | 29 209 595        | 147                      | ▲ 6,9     |
| 2011 | 34 398 226        | 174                      | ▲ 17,8    |
| 2012 | 35 144 503        | 177                      | ▲ 2,2     |
| 2013 | 35 216 828        | 178                      | ▲ 0,2     |
| 2014 | 37 559 044        | 190                      | ▲ 6,7     |
| 2015 | 39 711 276        | 200                      | ▲ 5,7     |
| 2016 | 44 154 693        | 223                      | ▲ 11,2    |
| 2017 | 47 284 500        | 239                      | ▲ 7,1     |
| 2018 | 50 172 457        | 253                      | ▲ 6,1     |
| 2019 | 52 686 314        | 266                      | ▲ 5,0     |
| 2020 | 12 739 259        | 64                       | ▼ -75,8   |
| 2021 | 18 874 896        | 95                       | ▲ 48,2    |

### Počet letů a přepravený náklad
Počet vzletů a přistání po celé toto období rovněž dlouhodobě rostl (opět s občasnými přechodnými malými poklesy), ale procentuálně méně než počet cestujících (do roku 2019 stoupl počet letů oproti roku 1999 přibližně o polovinu), což je dáno nárůstem podílu větších letadel. Na rozdíl od řady dalších španělských letišť objem přepraveného nákladu v tomto období rovněž převážně rostl (byť meziroční pokles nastal celkem šestkrát) a pokud porovnáme rok 2019 vůči roku 1999, tak celkový objem přepraveného nákladu se téměř přesně zdvojnásobil.
| Rok  | Vzletů a přistání | Změna [%] | Cargo (tun) | Změna [%] |
| ---- | ----------------- | --------- | ----------- | --------- |
| 1999 | 233 609           | x         | 88 217      | x         |
| 2000 | 255 913           | ▲ 9,5     | 88 269      | ▲ 0,1     |
| 2001 | 273 119           | ▲ 6,7     | 81 882      | ▼ –7,2    |
| 2002 | 271 023           | ▼ –0,8    | 75 905      | ▼ –7,3    |
| 2003 | 282 021           | ▲ 4,1     | 70 118      | ▼ –7,6    |
| 2004 | 291 369           | ▲ 3,3     | 84 985      | ▲ 21,2    |
| 2005 | 307 798           | ▲ 5,6     | 90 446      | ▲ 6,4     |
| 2006 | 327 636           | ▲ 6,4     | 93 404      | ▲ 3,3     |
| 2007 | 352 501           | ▲ 7,6     | 96 770      | ▲ 3,6     |
| 2008 | 321 491           | ▼ –8,8    | 104 329     | ▲ 7,8     |
| 2009 | 278 965           | ▼ –13,2   | 89 813      | ▼ –13,9   |
| 2010 | 277 832           | ▼ –0,4    | 104 279     | ▲ 16,1    |
| 2011 | 303 054           | ▲ 9,1     | 96 572      | ▼ –7,4    |
| 2012 | 290 004           | ▼ –4,3    | 96 522      | ▼ –0,1    |
| 2013 | 276 497           | ▼ –4,7    | 100 288     | ▲ 3,9     |
| 2014 | 283 850           | ▲ 2,7     | 102 692     | ▲ 2,4     |
| 2015 | 288 878           | ▲ 1,8     | 117 219     | ▲ 14,1    |
| 2016 | 307 864           | ▲ 6,6     | 132 754     | ▲ 13,3    |
| 2017 | 323 539           | ▲ 5,1     | 156 105     | ▲ 17,6    |
| 2018 | 335 651           | ▲ 3,7     | 172 939     | ▲ 10,8    |
| 2019 | 344 558           | ▲ 2,7     | 177 271     | ▲ 2,5     |
| 2020 | 122 638           | ▼ –64,4   | 114 263     | ▼ –35,5   |
| 2021 | 163 679           | ▲ 33,5    | 136 107     | ▲ 19,1    |

### Nejvytíženější linky
| Pořadí | Město                   | Země       | Cestujících | Letecké společnosti            |
| ------ | ----------------------- | ---------- | ----------- | ------------------------------ |
| 1      | Madrid                  | Španělsko  | 2 569 295   | Air Europa, Vueling, Iberia    |
| 2      | Palma de Mallorca       | Španělsko  | 2 172 796   | Air Europa, Ryanair, Vueling   |
| 3      | London Gatwick          | UK         | 1 587 255   | EasyJet, Vueling               |
| 4      | Řím-Fiumicino           | Itálie     | 1 402 095   | ITA Airways, Ryanair, Vueling  |
| 5      | Amsterdam               | Nizozemsko | 1 384 598   | KLM, LEVEL, Transavia, Vueling |
| 6      | Paříž-Charles de Gaulle | Francie    | 1 372 239   | Air France, EasyJet, Vueling   |
| 7      | Ibiza                   | Španělsko  | 1 206 563   | Ryanair, Vueling               |
| 8      | Paříž-Orly              | Francie    | 1 148 503   | Transavia France, Vueling      |
| 9      | Sevilla                 | Španělsko  | 1 041 850   | Ryanair, Vueling               |
| 10     | Frankfurt nad Mohanem   | Německo    | 1 036 557   | Lufthansa, Ryanair             |

### Letecké společnosti
Z tabulky 5 je zřejmě, že daleko nejvíce cestujících na letišti Barcelona-El Prat přepravují dvě letecké společnosti: Vueling Airlines a Ryanair. Jen tyto dvě společnosti dohromady v roce 2019 přepravily přes 28 miliónů cestujících, tedy 53,5 procenta všech cestujících v tomto rekordním roce. 
| Pořadí | Letecká společnost          | Cestujících |
| ------ | --------------------------- | ----------- |
| 1      | Vueling Airlines            | 20 381 235  |
| 2      | Ryanair                     | 7 828 218   |
| 3      | Iberia                      | 1 761 680   |
| 4      | easyJet Europe              | 1 724 336   |
| 5      | easyJet UK                  | 1 607 272   |
| 6      | Lufthansa                   | 1 492 483   |
| 7      | Air Europa                  | 1 095 636   |
| 8      | Norwegian Air International | 1 058 699   |
| 9      | Wizz Air                    | 1 041 784   |
| 10     | British Airways             | 784 889     |